# Pont (nàutica)

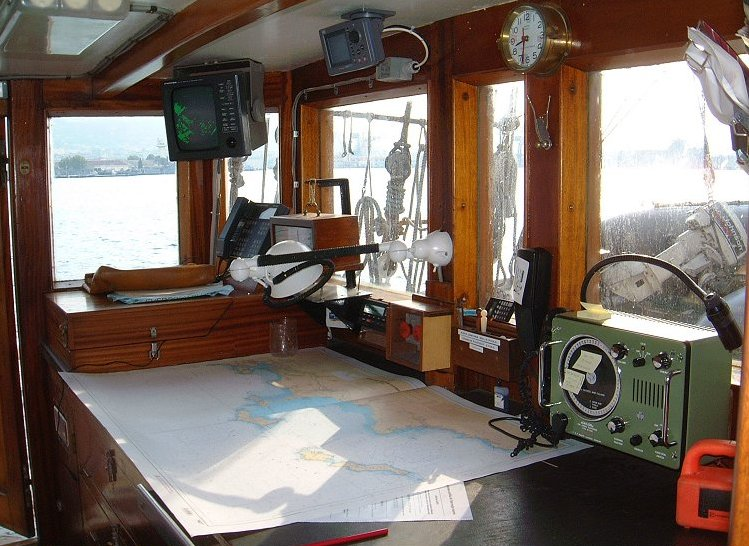
Pont de la nau L'Etoile.

En nàutica, el  pont  és el lloc del vaixell des d'on es governa la nau i des de la qual pot l'oficial de guàrdia comunicar les seves ordres als diferents punts del vaixell. És una àrea o espai on es troben els controls de navegació i de direcció així com altres equips essencials per al control del vaixell.
El nom prové dels primers vaixells de vapor, que comptaven amb un pont de fusta entre les rodes de les paletes d'impuls. Aquesta nova talaia va demostrar ser tan convenient que es va retenir després que les rodes de paletes es deixessin d'utilitzar.
El pont és especialment útil quan el vaixell es mou cap a una dàrsena, ja que generalment es troba cap a fora de la superestructura, prou lluny perquè pugui veure els costats del vaixell. Això permet que el capità o oficial del vaixell que dirigeix la maniobra la pugui apreciar tota visualment.
Quan un vaixell està navegant, al pont de comandament romanen de forma permanent el capità del vaixell o un oficial, que estarà a càrrec de mantenir l'ordre del mateix i el control de la navegació.

## Galeria de fotos

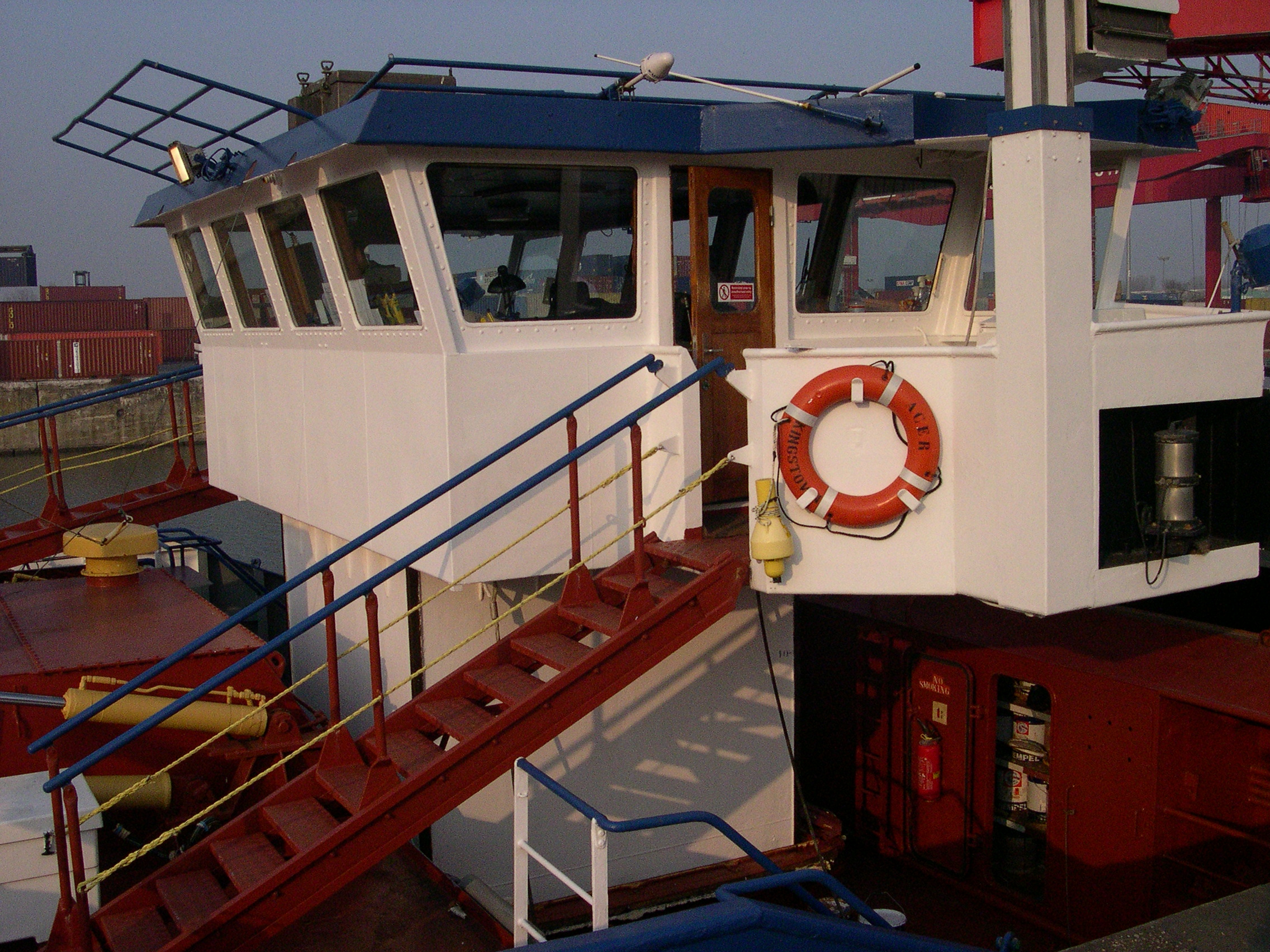
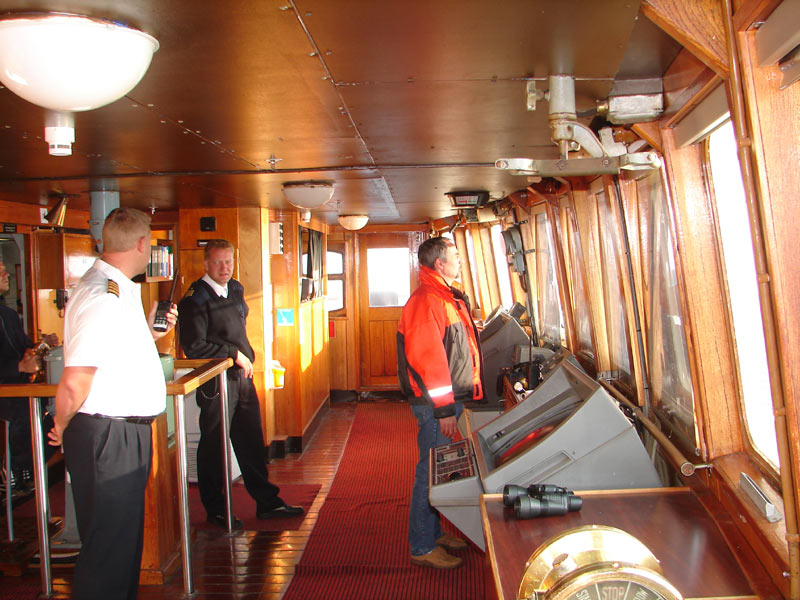
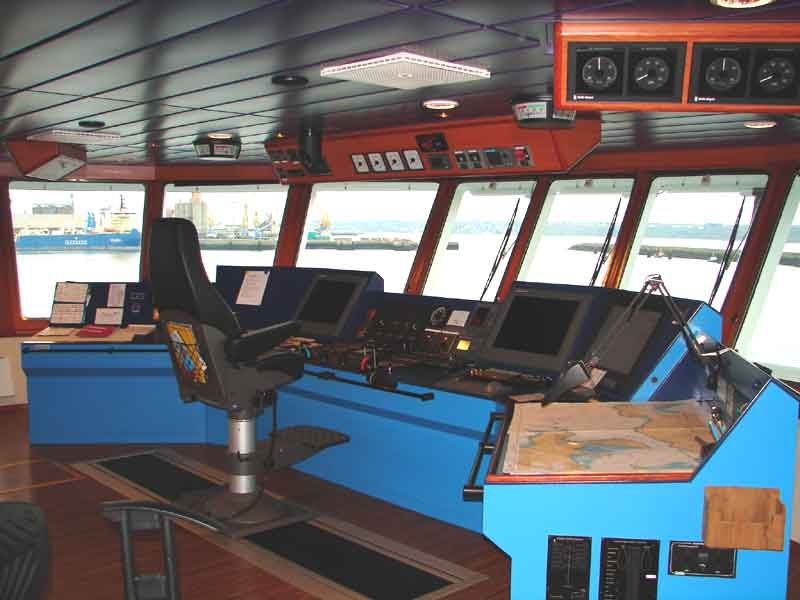
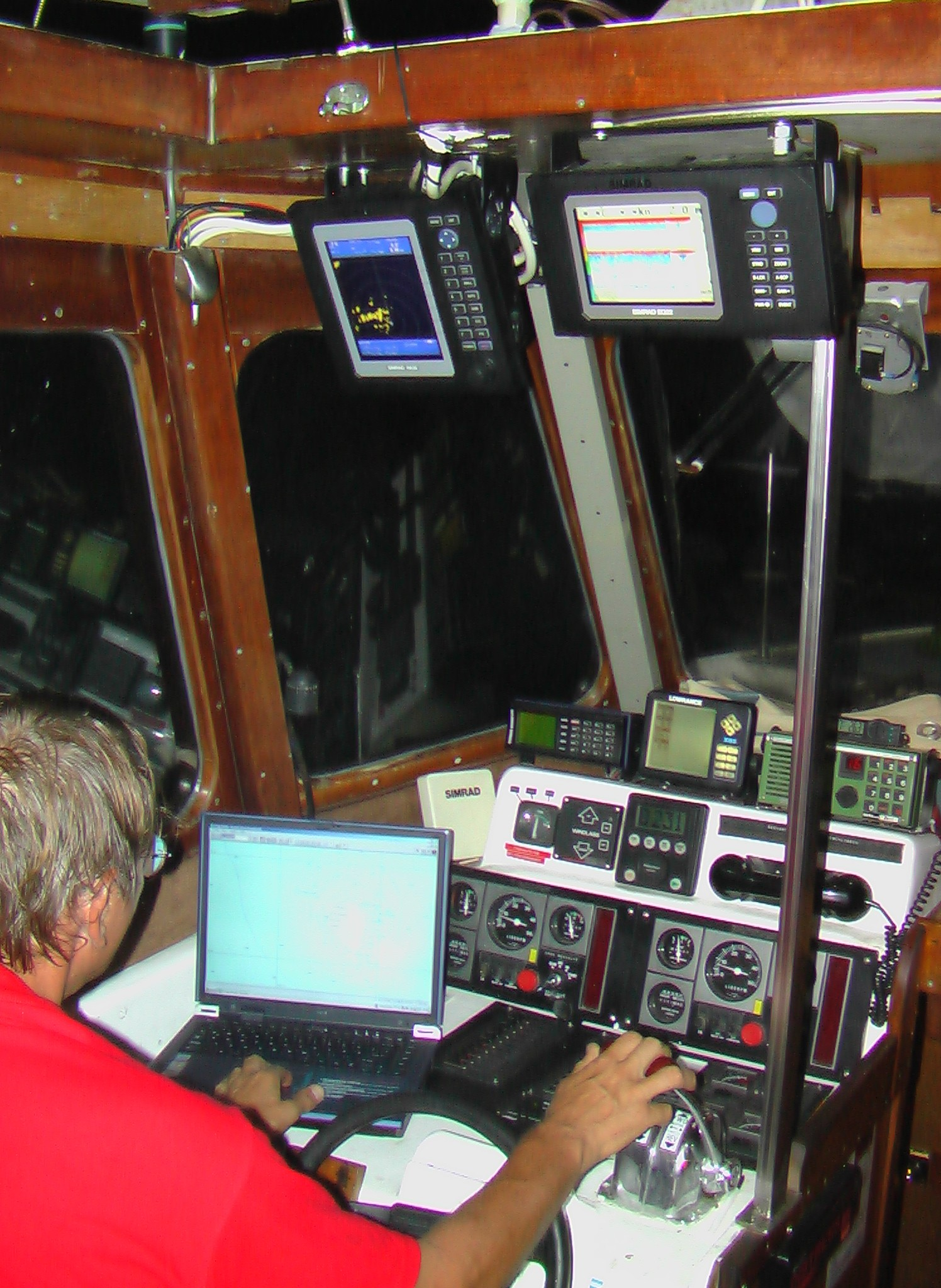